# STX4
STX4 (англ. Syntaxin 4) – білок, який кодується однойменним геном, розташованим у людей на короткому плечі 16-ї хромосоми. Довжина поліпептидного ланцюга білка становить 297 амінокислот, а молекулярна маса — 34 180.
| 10         |  | 20         |  | 30         |  | 40         |  | 50         |
| ---------- |  | ---------- |  | ---------- |  | ---------- |  | ---------- |
| MRDRTHELRQ |  | GDDSSDEEDK |  | ERVALVVHPG |  | TARLGSPDEE |  | FFHKVRTIRQ |
| TIVKLGNKVQ |  | ELEKQQVTIL |  | ATPLPEESMK |  | QELQNLRDEI |  | KQLGREIRLQ |
| LKAIEPQKEE |  | ADENYNSVNT |  | RMRKTQHGVL |  | SQQFVELINK |  | CNSMQSEYRE |
| KNVERIRRQL |  | KITNAGMVSD |  | EELEQMLDSG |  | QSEVFVSNIL |  | KDTQVTRQAL |
| NEISARHSEI |  | QQLERSIREL |  | HDIFTFLATE |  | VEMQGEMINR |  | IEKNILSSAD |
| YVERGQEHVK |  | TALENQKKAR |  | KKKVLIAICV |  | SITVVLLAVI |  | IGVTVVG    |

A: Аланін

C: Цистеїн

D: Аспарагінова кислота

E: Глутамінова кислота

F: Фенілаланін

G: Гліцин

H: Гістидин

I: Ізолейцин

K: Лізин

L: Лейцин

M: Метіонін

N: Аспарагін

P: Пролін

Q: Глутамін

R: Аргінін

S: Серин

T: Треонін

V: Валін

Кодований геном білок за функцією належить до фосфопротеїнів. 
Задіяний у таких біологічних процесах, як транспорт, альтернативний сплайсинг. 
Локалізований у клітинній мембрані, мембрані.